# شیم سو یونگ
شیم سو یونگ (کره‌ای: 심소영؛ زادهٔ ۲۲ نوامبر ۱۹۷۰) بازیگر اهل کره جنوبی است. او به خاطر ایفای نقش در مجموعه‌های تلویزیونی همچون کیمیای روح، راننده تاکسی و پاندورا: زیر بهشت شناخته می‌شود. او همچنین در فیلم‌های ایلانگ: تشکیلات گرگ، خط لوله و روی خط بازی کرده‌است.